# 6893 Sanderson
6893 Sanderson è un asteroide della fascia principale. Scoperto nel 1983, presenta un'orbita caratterizzata da un semiasse maggiore pari a 2,3859929 UA e da un'eccentricità di 0,0906532, inclinata di 5,78531° rispetto all'eclittica.